# Dāsh Qāpū
Dāsh Qāpū (persiska: داش قاپو) är en ort i Iran.   Den ligger i provinsen Ardabil, i den nordvästra delen av landet, 500 km nordväst om huvudstaden Teheran. Dāsh Qāpū ligger 728 meter över havet och antalet invånare är 167.
Terrängen runt Dāsh Qāpū är kuperad. Runt Dāsh Qāpū är det ganska glesbefolkat, med 43 invånare per kvadratkilometer. Närmaste större samhälle är Kūrāmālū, 5,0 km öster om Dāsh Qāpū. Trakten runt Dāsh Qāpū består till största delen av jordbruksmark.